# Leudeville
Leudeville é uma comuna francesa na região administrativa da Ilha de França, no departamento de Essonne. Estende-se por uma área de 7.84 km². Em 2010 a comuna tinha 1 500 habitantes (densidade: 191,3 hab./km²).